# Bátaszék
Bátaszék (en alemán: Badeseck, en serbio: Батсек) es una ciudad en el Condado de Tolna, Hungría. La mayoría de los residentes son húngaros, con una minoría de serbios.
«El árbol más viejo de Bátaszék» ganó el título de Árbol Europeo del año 2016.
El escritor católico Miklós Bátori nació en Bátaszék.

## Historia
Durante la Segunda Guerra Mundial, Bátaszék fue capturada el 28 de noviembre de 1944 por tropas del Ejército Rojo del 3.er Frente Ucraniano en el curso de la Ofensiva de Budapest.

## Deporte
- Bátaszéki SE, asociación de fútbol club

## Ciudades hermanadas
Bátaszék está hermanada con:
- Besigheim, Alemania
- Ditrău, Rumania
- Tekovské Lužany, Eslovaquia